# Свідок (фільм, 1986)
«Свідок» — радянський двосерійний телефільм 1986 року режисера Валерія Рибарєва, знятий за мотивами повісті Віктора Казька «Судний день», заснованої на реальних подіях. Найкращий телефільм 1986 року за рішенням XII Всесоюзного фестивалю телевізійних фільмів.

## Сюжет
1950-ті роки, Білорусь. Весна. У звичайному дитячому будинку готується випуск випускників, серед яких і Коля Летечка — простий, але справедливий хлопчисько, який вступає у вік зрілості, надій і любові — він закоханий в однокласницю Олену Лозу, і мріє про танці з нею на випускному. Він не знає свого справжнього імені, не пам'ятає рідних, і не знає навіть скільки йому точно років. Його прізвище походить від слова «літо» — часу коли в перші повоєнні роки його привезли в дитбудинок. Його і ще кількох привезених тоді разом з ним вихованців відрізняють лише часті нічні кошмари і наявність якоїсь незрозумілої хвороби, від якої деякі вже померли. В історію кохання, що протікає в складних дитбудинківських буднях, сутичках з однокласниками і керівництвом дитбудинку, вплітається відлуння війни. Про війну він не пам'ятає, але через роки війна наздоганяє його — приїзд військового слідчого, який просить розповісти про те, що з ним було під час війни, наводить Летечку на думку, що він має відношення до проведеного в місті суду над карателями. Він починає ходити на засідання суду. На черговому засіданні суду колишній поліцай з білоруських колабораціоністів дає свідчення про одну з рядових «акцій» карателів з масовим розстрілом жителів села, але з однією особливістю — тоді в травні 1944-го фашисти залишили в живих дітей, відібравши їх у матерів: «Батьків, матерів в ямі постріляли. А дітей в вантажну садили…». І Колі Летечці приходить усвідомлення реальності кошмарних видінь… він згадує концтабір для дітей — «кіндерхайм», де фашисти брали у дітей кров для солдатів райху і проводили над дітьми медичні дослідження, тримаючи їх у темній хаті-сараї з купами брудної соломи — яку потайки голодні діти і їли. А коли одна зі свідків на питання судді скільки було дітей, каже, що близько п'ятдесяти і починає перераховувати прізвища — Летечка розуміє, що свої справжні ім'я та прізвище він уже ніколи не дізнається і живих рідних у нього немає… фашисти забрали у нього не тільки запаси крові, а з нею і здоров'я та кровну спорідненість. Дорослим він навіть у спогадах не може пройти те нелюдськи страшне, що довелося йому пережити малюком, який тоді не розумів що відбувається. Вийшовши з суду він непритомніє. Титри в кінці: «Коля Летечка помер восени. Олена закінчила педінститут, живе на Півночі, вийшла заміж, у неї двоє дітей». Останні кадри фільму — танець Колі і Олени, що не відбувся.

## У ролях
- Михайло Гілевич —  Коля Летечка
- Світлана Копилова —  Олена Лоза
- Костянтин Демидов —  Васька
- Ніна Усатова —  директор дитбудинку
- Лариса Соловйова —  Віра Костянтинівна, завуч дитбудинку
- Віктор Гоголєв —  дід Захар, сторож дитбудинку
- Емілія Савельєва — Маруся
- Діана Іванова — Ядька
- Іван Герасевич — Редько, каратель
- Ігор Неупокоєв — Хацкевич, каратель
- Олег Федоров — Мішуков, каратель
- Юрій Казючиц — Азанович, каратель
- Валентина Березуцька — сестра-господиня
- Броніслава Захарова — свідок
- Світлана Гайтан — свідок
- Олена Кузьміна — свідок
- Юзефа Саєвич — Ведьорко, свідок
- Валентина Смирнова — Галина Йосипівна, свідок
- Віталій Котовицький — епізод

## Знімальна група
- Режисер — Валерій Рибарєв
- Сценаристи — Валерій Рибарєв, Павло Фінн
- Оператор — Фелікс Кучар
- Композитор — Петро Альхімович
- Художник — Євген Ігнатьєв